# Alchemilla lucida
Alchemilla lucida é uma espécie de rosácea do gênero Alchemilla, pertencente à família Rosaceae.